# Либерати, Антимо
А́нтимо Либера́ти (итал. Antimo Liberati; 3 апреля 1617, Фолиньо, Умбрия — 24 февраля 1692, Рим) — итальянский музыкальный теоретик, композитор и певец (тенор), музыкант, органист. Представитель Римской школы музыки.

## Биография
С 1628 года обучался музыке в Риме, пел в хоре Латеранской базилики под руководством Антонио Марии Аббатини.
Кроме того, изучал право и изобразительное искусство, некоторое время работал нотариусом в Фолиньо.
С 1637 по 1643 год А. Либерати был придворным музыкантом у императора Священной Римской империи Фердинанда III и эрцгерцога Леопольда V Фердинанда в Вене.
Около 1650 года переехал в Рим, где стал учеником Грегорио Аллегри, а после его смерти в 1652 году, Орацио Беневоли.
С 1662 года — певец хора Сикстинской капеллы в Ватикане, в 1670 году служил секретарём хора (puntatore), в 1674—1675 годах — капельмейстер Сикстинской капеллы.
Автор многих произведений духовной музыки, из которых 22 сохранились до наших дней, нескольких мадригалов.
Прежде всего известен своими работами по теории музыки, особенно Epitome della musica (1666) и Lettera scritta dal sig. Antimo Liberati in risposta ad una del sig. Ovidio Persapegi (1685). Дневник, который он вёл будучи секретарём хора Сикстинской капеллы, считается ценным источником информации о певцах и о работе хора в XVII веке.
Умер в Риме и был похоронен в церкви Санта-Мария-ин-Валичелла. Свои партитуры завещал собору в Фолиньо.